# Oszczów-Kolonia
Oszczów-Kolonia (lub Oszczów-Kolonia pod Lasem) – kolonia w Polsce położona w województwie lubelskim, w powiecie hrubieszowskim, w gminie Dołhobyczów.
W latach 1975–1998 miejscowość administracyjnie należała do województwa zamojskiego. 
Kolonia wchodzi w skład sołectwa Oszczów. Według Narodowego Spisu Powszechnego (III 2011 r.) liczyła 96 mieszkańców i była 24. co do wielkości miejscowością gminy Dołhobyczów.
W granicach Oszczowa-Kolonii znajduje się niewielki północno-wschodni skrawek Waręża, odcięty od niego w wyniku umowy o zamianie granic w 1951 roku. Widoczny jest nadal w operacie katastralnym i stanowi eksklawę Oszczowa-Kolonii.